# Paul Klingenburg
Paul Klingenburg (Duisburg, 19 ottobre 1917 – Assmannshausen, 4 settembre 1964) è stato un pallanuotista tedesco, vincitore di una medaglia d'argento all'olimpiade di Berlino 1936.